# Luisa Tetrazzini
Luisa Tetrazzini, właśc. Luigia Tetrazzini (ur. 20 czerwca 1871 we Florencji, zm. 28 kwietnia 1940 w Mediolanie) – włoska śpiewaczka operowa, sopran.

## Życiorys
Siostra Evy, również śpiewaczki. Kształciła się pod kierunkiem siostry oraz G. Ceccheriniego w Liceo Musicale we Florencji. Na scenie zadebiutowała w 1890 roku we florenckim Teatro Pagliano jako Inez w Afrykance Giacomo Meyerbeera. Występowała na scenach europejskich, w latach 1892–1895 odbyła też tournée po krajach Ameryki Południowej. Śpiewała w Lizbonie i Madrycie (1895–1896), Neapolu i Petersburgu (1896–1897 i 1899–1903), Moskwie (1899–1900) i Warszawie (1903). W 1904 roku po raz pierwszy wystąpiła w Stanach Zjednoczonych, śpiewając w Tivoli Opera House w San Francisco. W 1907 roku jako Violetta w Traviacie Giuseppe Verdiego debiutowała na deskach Covent Garden Theatre w Londynie. W sezonie 1911–1912 występowała w Metropolitan Opera w Nowym Jorku. Od 1911 do 1913 roku związana była z Grand Opera w Chicago. Później występowała głównie jako artystka estradowa. Podczas I wojny światowej dawała koncerty z dochodem przeznaczonym na cele dobroczynne. W 1925 roku wystąpiła w pierwszym dużym koncercie radiowym nadanym przez rozgłośnię BBC. W 1934 roku zakończyła karierę i poświęciła się pracy pedagogicznej.
Opublikowała swoje wspomnienia pt. My Life of Song (Londyn 1921, także wyd. włoskie La mia vita di canto Mediolan 1921) oraz podręcznik How to Sing (Nowy Jork 1923).